# Стадион Котон боул
Стадион Котон боул (енгл. Cotton Bowl (stadium)) је вишенаменски стадион у граду Даласу, Тексас, САД. Отворен је 1930. под именом Фер Парк. Стадион се налази на месту Државног сајма Тексаса, познатог као Фер Парк.
Котон боул је био дугогодишњи дом годишње колеџ фудбалске постсезонског боула познате као „Котон бовл класик”, по којој је стадион и добио име. Почевши од Нове године 1937, у њему су била прва 73 издања утакмица, па све до јануара 2009. Утакмица је премештена на АТ&Т стадион у Арлингтону у јануару 2010. Стадион је такође домаћин Ред Ривер Шоудауна, годишње фудбалске утакмице између Оклахоме Сунерса и Тексаса Лонгхорнса, и Фирст Респондер Боула.
Стадион је током година био дом многих фудбалских тимова, укључујући: СМУ Мустангси (НЦАА), Далас каубојси (НФЛ, 1960–1971), Далас Текаанси (НФЛ) (1952), Далас Тексанси (АФЛ; 1960–1962), и фудбалских тимова, Далас Торнадо (НАСЛ; 1967–1968) и ФК Далас (МЛС; као Далас Бурн 1996–2004, као ФК Далас 2005). То је такође било једно од девет места које се користило за Светско првенство у фудбалу 1994.
Постала је позната као „Кућа коју је Доак изградио“, због огромне гужве коју је СМУ бек Доак Вокер привукао на стадион током своје колеџ каријере касних 1940-их.
У својој седмој сезони, Каубоји су били домаћини Грин Беј Пекерса за НФЛ шампионат на Котон боулу 1. јануара 1967.  Котон боул класик 1966. те године је укључивала утакмицу ФК Мустанга 1966. и играла се дан раније, у новогодишњој ноћи, што је захтевало брзи преокрет да би се терен трансформисао.. Две утакмице су биле попуњене до 75.504 места, али су и поред подршке оба домаћа тима изгубила.
Вештачка трава је постављена 1970. и уклоњена 1993. у припреми за Светско првенство у фудбалу 1994. године. Надморска висина терена за игру је приближно 450 стопа (140 м) изнад нивоа мора.

#### Светско првенство 1994.
| Датум         | Време (UTC-6) | Репрезентација #1 | Рез.  | Репрезентација #2 | Коло          | Посета |
| ------------- | ------------- | ----------------- | ----- | ----------------- | ------------- | ------ |
| 17. јун 1994. | 18:30         | Шпанија           | 2 : 2 | Јужна Кореја      | Група Ц       | 56.247 |
| 23. јун 1994. | 18:30         | Нигерија          | 3 : 0 | Бугарска          | Група Д       | 44.132 |
| 28. јун 1994. | 15:00         | Немачка           | 3 : 2 | Јужна Кореја      | Група Ц       | 63.998 |
| 30. јун 1994. | 18:30         | Аргентина         | 0 : 2 | Бугарска          | Група Д       | 63.998 |
| 3. јул 1994.  | 12:00         | Саудијска Арабија | 1 : 3 | Шведска           | Осмина финала | 60.277 |
| 9. јул 1994.  | 14:35         | Холандија         | 2 : 3 | Бразил            | Четвртфинале  | 63.500 |

#### Конкакафов златни куп 2021.
| Датум         | Време (UTC-5) | Репрезентација #1 | Рез.  | Репрезентација #2 | Коло    | Посета |
| ------------- | ------------- | ----------------- | ----- | ----------------- | ------- | ------ |
| 14. јул 2021. | 20:30         | Гватемала         | 0 : 3 | Мексико           | Група А | 15.391 |
| 18. јул 2021. | 21:00         | Мексико           | 1 : 0 | Салвадор          | Група А | 45.792 |

#### Међународне утакмице
| Датум              | Репрезентација #1 | Рез.  | Репрезентација #2 | Посета |
| ------------------ | ----------------- | ----- | ----------------- | ------ |
| 8. септембар 1974. | Мексико           | 1 : 0 | Сједињене Државе  | 22.164 |
| 10. јул 1993.      | Јамајка           | 0 : 1 | Сједињене Државе  | 11.642 |
| 14. јул 1993.      | Панама            | 1 : 2 | Сједињене Државе  | 13.771 |
| 17. јул 1993.      | Хондурас          | 0 : 1 | Сједињене Државе  | 16.348 |
| 21. јул 1993.      | Костарика         | 0 : 1 | Сједињене Државе  | 14.826 |
| 26. март 1994.     | Боливија          | 2 : 2 | Сједињене Државе  | 26.835 |
| 25. март 1995.     | Уругвај           | 2 : 2 | Сједињене Државе  | 12.242 |
| 28. април 2004.    | Мексико           | 0 : 1 | Сједињене Државе  | 45.048 |